# Война за австрийското наследство
Война за австрийското наследство (на английски: War of the Austrian succession, на френски: Guerre de Succession d’Autriche, на немски: Österreichischer Erbfolgekrieg) се нарича един от най-големите европейски конфликти през ХVIII век, продължил от 1740 до 1748 г. В него се противопоставят от една страна Австрия, подкрепена от Великобритания, Нидерландия и за кратко от Русия, а от друга – Франция, Испания, Неаполитанското кралство, Бавария и Прусия. Много от малките държавици също заемат страна, като някои от тях сменят ориентацията си (например Саксония и Савоя). Войната завършва с мира от Аахен (Екс-ла-Шапел), с който Прусия получава Силезия, а синът на Филип V Испански дон Фелипе – Парма. Като се изключи това, Хабсбургската империя, управлявана от Мария Терезия, запазва своята цялост, както и короната в Свещената Римска империя.

## Въпросът за Прагматическата санкция
Основна статия: Прагматическа санкция
Хабсбургските владения не представляват единна държава. В течение на много векове и особено през ХVІ в. те са сглобявани в обща структура чрез династични бракове, но така и не са предприети мерки за допълнително конституционно заздравяване. Към 1740 г. владетелят във Виена е едновременно ерцхерцог на Австрия, крал на Чехия, Унгария и Хърватия, Германия, херцог на Милано, Парма, владее Южна Нидерландия. Освен това именно Хабсбургите носят императорската корона без прекъсване от 1439 г. Тя е станала неразделна част от династията, поради което, не много точно, се говори за австрийски император. С вековете обаче тази корона се е превърнала само в символ и нейното притежание не носи конкретни облаги като данъци или войници, или особено политическо влияние.
Проблеми пред наследяването на престола във Виена се появяват от началото на ХVІІІ в., когато синовете на Леополд І – Йозеф І и Карл VІ остават без мъжки наследници. Според правилата на действащото в Австрия Салическо право наследството следва да премине към най-възрастната дъщеря на Йозеф І – Мария-Йозефа, омъжена за саксонския курфюрст и крал на Полша Фридрих Август ІІ. Наследството може да бъде и поделено между всички дъщери на двамата императори, но това е най-лошата перспектива, тъй като би означавало край на Хабсбургската династия и на нейната държава. Ето защо през 1713 г. Карл VІ издава документа Прагматическа санкция, с който дава всичко на своя наследник: ако се сдобие със син – на него, а ако има само дъщери – на най-голямата от тях. Тъй като той няма синове, наследството минава към първата му дъщеря Мария Терезия, родена през 1717 г.
Оттам нататък той прави всичко възможно да получи признание за Санкцията от вътрешните части на империята си и от другите държави. Една по една всички се съгласяват. Най-важно е становището на Франция, която разменя съгласието си срещу перспективата да получи Лотарингия. Това се очертава като вариант през Войната за полското наследство и се реализира с примирието от 1735 г. Когато Карл VІ умира през 1740 г., той оставя слаба държава с разбити финанси, но Санкцията е приета от всички освен Бавария. Неговото убеждение, че си е свършил работата, се оказва илюзорно. Както се изразява старият фелдмаршал Евгений Савойски, „за да може спокойно да управлява Мария Терезия, не е нужна Прагматическа санкция, а добри финанси и добра войска“.

## Стратегии на участниците
Войната всъщност се състои от четири свързани, но все пак отделни конфликти. От една страна е борбата за Силезия между Прусия и Австрия. От друга страна е стремежът на Франция и Бавария да отслабят Хабсбургите в Германия и да им отнемат императорската титла. Третият конфликт възниква от желанието на Испания да си върне изгубените земи в Италия във Войната за испанското наследство. Великобритания използва войната, за да постигне хегемония по море, нападайки отвъдморските владения на Испания и Франция.
Британците разчитат на Австрия да ангажира вниманието на континенталните сили, докато воюват по море. Тяхната стратегия ще доведе до успехи, но австрийците ще се чувстват използвани поради минималната подкрепа, която получават в Европа. Затова дългият съюз между двете сили ще приключи след края на войната. Франция смята да действа според традицията, атакувайки Нидерландия, Италия и Германия, с надеждата да разшири владенията си. Изненадващият фактор във войната се оказва Прусия – наследник на старото малко курфюрство Бранденбург. Въпреки че е било важна държава в рамките на Германия, това курфюрство остава второстепенна сила за Европа. Сега обаче с реформирана армия, то ще заиграе много по-голяма роля в съдбата на континента.

## Начало на войната (1740 – 1742)
Основна статия: Първа силезийска война
Неочакваната смърт на императора на 20 октомври 1740 г. бързо изостря апетитите за неговите владения. На пръв поглед изглежда, че младата Мария Терезия не ще е способна да ги защити. Пръв действа пруският крал Фридрих ІІ, който само пет месеца по-рано е заел престола. Прусия е малка, но добре организирана държава, силно военизирана при бащата на Фридрих. Тя разполага с 80 000 войници – несъразмерно голяма войска за население малко над 2 млн. души. Има отличен офицерски състав, добре обучена е и с желязна дисциплина. Сега Фридрих ІІ иска Силезия за да подкрепи Австрия с армията си. Циничното предложение е отхвърлено и той получава оправдание да действа. На 16 декември пруската армия навлиза в Силезия – богата на природни ресурси, с добре развита минна промишленост. С това се поставя началото на войната.
Пруското нападение е неудобно за Австрия в две отношения. Първо посоката, от която идва – през последните два века австрийците са воювали главно в Унгария, Италия и по Рейн и нямат изградена защитна линия на север. Второ, австрийците подценяват фатално силата на пруската армия, защото идва от малка държава и защото вече половин век Прусия не е воювала. Никой не предполага какъв голям растеж е преживяла тя във военно отношение. Новият главнокомандващ австрийската армия Найперг напредва край река Ниса и заплашва да излезе в гръб на противниците си. На 10 април 1741 г. двете войски се срещат при Молвиц. Този пръв боен опит на Фридрих, въпреки неговото малодушно поведение, завършва с пълен успех. Пруската пехота, която после толкова се прочува, спечелва решителна победа. Австрийците отстъпват замаяни и цяла Силезия пада в пруски ръце.
През август 1741 г. започва и настъплението на французите през Рейн. В началото Луи ХV и неговият министър Фльори заявяват, че няма да се месят, но пруската атака променя намеренията им. Без официално влизане във войната (това става едва през 1744 г.) те се съюзяват край Дунав с 40-хилядна баварска армия. Баварският курфюрст Карл Албрехт е единственият заинтересован владетел, който не е признал Прагматическата санкция. По линия на съпругата си той се смята за основен наследник на австрийските владения. Освен това има всички основания да вярва, че може да бъде избран за император на Свещената римска империя. Обединената армия обаче не се насочва към Виена, а на север, към Чехия – ход, който поражда дискусии сред историците и до днес. На 26 ноември тя превзема Прага. При тази извънредна заплаха Мария Терезия се решава на отчаяни постъпки. С новородения наследник на ръце тя отива в Пресбург (Братислава), която тогава е столица на Унгария и апелира към унгарския сейм за подкрепа, като потвърждава всички привилегии на богатите поземлени господари. Нейната смелост се оказва завладяваща и унгарците ентусиазирано събират 65-хилядна войска. Тя преценява, че френско-баварската заплаха е по-сериозна и решава да жертва Силезия, за да може да отвърне. Ето защо през ноември 1741 г. тя сключва примирие с Фридрих ІІ, потвърдено през юли 1742 г. от мирен договор в Бреслау (днешния Вроцлав). Така свършва първата Силезийска война.
Междувременно унгарските сили покоряват Бавария и макар да е спечелил Чехия, Карл Албрехт изгубва собствената си държава. През януари 1742 г. обаче той преживява голям успех – във Франкфурт се събира райхстагът и го избира за император под името Карл VІІ. Мария Терезия приема тежко този факт и категорично отказва да предаде императорските инсигнии, толкова дълго държани от Хабсбургите.
Военни действия започват и в други райони на Европа. Испанците организират атака срещу австрийските владения в Италия. От Неапол, където управлява дон Карлос, син на Филип V, те нападат Парма и Милано. Британците реагират с важна, но непряка помощ – осигуряват субсидии за Мария Терезия и изпращат флота си в Средиземно море. Той успява да ограничи комуникациите между Испания и армията ѝ в Италия, но не може да попречи на нейните действия. С помощта на Нидерландия, Хесен и малки австрийски части английският премиер Картерет организира в Нидерландия една Прагматическа армия, която да ангажира част от френските войски.

## Контраофанзива на Австрия (1742 – 1744)
През лятото на 1742 г. Австрия се оказва в благоприятна позиция и успява да изтласка френско-баварските сили от Чехия. На 25 декември Прага се връща в австрийски ръце. Французите отстъпват безболезнено и в началото на 1743 г. помагат на Карл VІІ да си върне контрола над Бавария. Това обаче се оказва кратък успех. Водена от въпрос на чест, Мария Терезия изпраща три армии против своя главен враг и отново завзема страната, след като французите преценяват, че не е нужно да се ангажират в толкова остър конфликт. Тя обяснява на Картерет, че така компенсира загубата на Силезия и че ако не е Бавария, ще иска Елзас или Неапол. Времето след юни 1743 г. може да се счита за най-тежко за Карл VІІ, изгубил всичко завладяно и дори първоначалните си позиции. Той се оттегля във Франкфурт, а неговият главнокомандващ Зекендорф подписва капитулацията на Бавария.
На 27 юни при един случаен сблъсък край Детинген Прагматическата армия под формалното командване на Джордж ІІ побеждава френската армия, тръгнала на помощ за Бавария, начело с маршал Ноай. Тази битка няма значение за хода на войната, но се използва от англичаните с пропагандни цели. Вдъхновен от нея, Картерет предлага създаването на общ съюз против Франция и Испания (които в същото време сключват втория Бурбонски пакт във Фонтенбло). Той полага огромни усилия да изтръгне Саксония и Савоя от съюза с Франция. Убеждава австрийците на териториални отстъпки спрямо Савоя (договор във Вормс, септември 1743). В края на 1743 г. ситуацията се променя така, че австрийците планират дори нападение във Франция, но ентусиазмът се оказва подранил. Вместо да премине в отбрана, Франция покорява Савоя и изпраща армия да подкрепи испанците в Италия.
Картерет не успява да убеди само Бавария да развали съюза с французите. Той подценява противоречията между Карл VІІ и Мария Терезия и не разбира, че отстъпки между тях не са възможни. Той предлага Карл да отстрани французите от империята, да се откаже от претенциите си към австрийските владения, за сметка на което кралицата да го признае за император и за освободи Бавария. И двете страни отказват подобна сделка.
В Италия главна роля играе вторият син на Филип V – дон Фелипе, който иска да завземе Парма, старото родово владение на майка му Изабела Фарнезе. Той успява да превземе града, но в началото на 1743 г. е победен от австрийците при Кампо Санто и изоставя всичките си завоевания. Прехвърля се във Франция, където прави опити за ново настъпление към Парма.

## Равновесие на силите (1744 – 1745)
Основна статия: Втора силезийска война
През пролетта на 1744 г. австрийците правят опит да си върнат Неаполитанското кралство. Голяма тяхна армия се спуска на юг, но на 11 август е разбита от неаполитански и испански войски при Велетри. На следващата година след ново тежко поражение при Басиняно всички австрийски части са прогонени от Италия. Дон Фелипе и армията на генерал Гаж завземат не само Парма, но и Милано. И друго събитие бележи поврат във войната – Фридрих ІІ, обезпокоен от засилването на Австрия и страхувайки се, че скоро ще си поиска обратно Силезия, подновява военните действия. През август 1744 г. той напада Чехия, започвайки Втората силезийска война. Австрийците полагат всички усилия да използват случая и да си върнат областта, но отново се оказват на недостатъчно ниво да се справят с пруската армия. Те губят при Хоенфридберг и Зоор, Фридрих окупира Саксония и през декември 1745 г. сключва мир в Дрезден. Съгласно договора Австрия потвърждава властта на Прусия в Силезия, а прусаците се изтеглят от Саксония.
Най-щастливото събитие за Мария Терезия през 1745 г. се случва още в началото на годината – неочакваната смърт на Карл VІІ. Неговият наследник Максимилиан Йозеф се примирява с поражението и сваля всички претенции от австрийското наследство, за сметка на което австрийците освобождават Бавария (договор от Фюсен, април 1745 г.). През септември император става нейният съпруг Франц Лотарингски, който е и херцог на Тоскана.
През 1744 г. французите замислят операция, която би следвало да извади Великобритания от войната. Планът е да подкрепят поредното якобитско въстание и претендента за британския престол – Чарлз Едуард Стюарт, внук на Джеймс ІІ. Събраният в Дюнкерк флот попада в жестока буря и е принуден да се върне. Но Чарлз е харизматична личност и има много повече енергия от баща си (Стария претендент) и дядо си. През 1745 г. със седем последователи и два френски кораба с муниции и оръжие той стига до Шотландия. С чар и ентусиазъм убеждава клановете да го последват, превзема Единбург, побеждава англичаните при Престън Панс, нахлува в Англия и стига до Дерби. Но тъй като няма бунт в самата Англия, а французите не успяват да осъществят десант, той се връща на север и накрая е победен при Кулодън. През септември 1746 г. въстанието е потушено.
Френското настъпление в Австрийска Нидерландия започва през 1744 г. с три армии, най-голямата от които командвана лично от Луи ХV. В ръцете на французите падат Менен и Ипр, а след това и Люксембург. Срещу тях Прагматическата армия се налага да отстъпва. Французите покоряват цяла Фландрия и принуждават холандското правителство да търси мир. За негова радост действията на австрийците по Рейн принуждават Франция да прекрати настъплението. От април 1745 г. обаче Луи ХV и опитният маршал Морис дьо Сакс с огромна армия от 100 000 души (най-голямата през войната) отново напредват и обсаждат Турне. Английска армия бърза да освободи града, но на 11 май е напълно разгромена край Фонтеноа. Така рухва крехкият мит за английското военно превъзходство, а Турне пада под френска власт.

## Край на войната (1746 – 1748)
Както 1745 г. е триумфална за Бурбоните в Италия, 1746 е триумфална за австрийците. С мощна 30 000 хилядна армия те прогонват противниците си от цялата северна част на страната. Филип V предлага преговори, но Мария Терезия отказва. Над италианските градове е наложен строг контрол. През декември в Генуа избухва голямо въстание и съдбата отново се обръща. С нахлуването на французите командвани от маршал Бел-Ил и новата промяна на позицията на Савоя каузата на Австрия изглежда изгубена. За пореден път дон Фелипе завзема своята Парма и този път окончателно.
В Нидерландия след Фонтеноа и изтеглянето на англичаните заради якобитското въстание французите, още до края на 1745 г., превземат Гент, Остенде и Брюж. През 1746 г. пада Антверпен и френски части навлизат на територията на Холандия. Това предизвиква революция в републиката, но настъплението продължава. През лятото англичаните и австрийците изпращат армии на помощ, но без успех – англичаните са блокирани, а австрийците – майсторски разгромени от маршал дьо Сакс при Року (октомври 1746 г.). Последната му голяма победа е при Лауфелд, на холандска територия през юли 1747 г.. След това пада и голямата крепост Берген-оп-Зоом, с което пътищата към Амстердам и Хага са отворени. Никога, дори при Луи ХІV, французите не са имали толкова пълен и траен успех в Нидерландия.
В началото на 1748 г. се виждат няколко трайни резултати от войната: преминаването на Силезия към Прусия, както и на Нидерландия към Франция; попадането на Парма под властта на дон Фелипе; Австрия запазва в общи линии целостта си, а Хабсбургите (във варианта Хабсбург-Лорен) – императорската титла. Ако се съди само по европейския театър, победата е по-скоро за антихабсбургската коалиция.

## Войната по море и в колониите
Основна статия: Война за ухото на Дженкинс
Войната по море бушува с прекъсвания през целия период след Утрехтския договор, но от 1739 г. започва официално между Великобритания и Испания. От 1741 г., когато се намесва и Франция, англичаните си поставят амбициозната задача да наложат морска блокада по цялото протежение на противниковите брегове. Целта е не толкова да се попречи на европейските операции, колкото да се спрат комуникациите с колониите. Ако това успее, колониите ще станат по-лесна плячка. Блокадата обаче не успява. В началото на 1744 г. след кратко сражение при Тулон френско-испанска ескадра от 24 линейни кораба успешно излиза в открито море. Тази битка става причина за влизането на Франция във войната. Друга мащабна битка се води край нос Финистер през октомври 1747 г. Французите опитват да изведат търговски флот в Атлантическия океан, защитаван от 9 линейни кораба под командата на адмирал Л'Етандюе. Английските блокадни кораби засичат противника и го нападат (адмирал Хоук). Един от френските линейни кораби съпровожда флотилията, която се спасява, а останалите осем застават на пътя на Хоук и се бият с невиждана храброст. След петчасова битка всички френски кораби са потопени или разрушени. Оттогава англичаните имат пълно надмощие по моретата с над 120 линейни кораба срещу само 22 френски.
В колониите войната става известна под името Война за ухото на Дженкинс. Англичаните планират да атакуват испанските колонии в Южна Америка и Карибския регион едновременно от запад и от изток, като едната ескадра остане в Атлантическия, а другата премине в Тихия океан. Те успешно превземат Портобело в Панама и концентрират огромни сили пред важната крепост Картахена. Атаката трае два месеца през 1741 г. и завършва с пълен провал, с около 15 000 убити англичани и десетки изгубени кораби. След подобно поражение минават години преди да се възобнови войната, при това с незначителни акции, повечето неуспешни.
В Северна Америка преобладават малките нападения между англичани и французи, в които са замесени и индиански племена. Единственият значителен успех е за англичаните – превземането на крепостта Луисбург през 1745 г. на входа на залива Сейнт Лоурънс, дело на ескадра от колонията Масачузетс. В Индия обаче военните действия се развиват в полза на французите. От метрополията пристига мощна ескадра командвана от Мае дьо ла Бурдоне и превзема важното пристанище Мадрас. След това инициативата поема управителят на френската индийска компания Жозеф Дюпле, който атакува и други английски селища в Карнатик. От Англия изпращат специален флот с артилерия, за да спаси британското присъствие. Англичаните обсаждат главната френска крепост Пондишери, но са отблъснати.

## Мир в Аахен (Екс-ла-Шапел) и последици от войната
Основни статии: Аахенски мирен договор (1748) и Дипломатическа революция
След кратки преговори, на 7 октомври 1748 г. е подписан мирният договор, с който се слага край на Войната за австрийското наследство. С него всички участници признават Прагматическата санкция и следователно властта на Мария Терезия над австрийските владения. Тя трябва все пак да признае някои отстъпки – Силезия в полза на Прусия и Парма, Пиаченца и Гуастала в полза на дон Фелипе. Загубата на Силезия, която се слави със своите богатства, и то от малката Прусия, е тежко унижение за Австрия и поставя под въпрос лидерската ѝ роля в германския свят. Ако има нещо ясно от тази война, то е, че балансът на силите в Централна Европа вече е друг.
Въпреки всички големи победи на своите маршали Луи ХV прави нещо удивително – той връща завладените територии с аргумента, че е крал, а не търговец. Разочарованието сред армията и нейното командване се пренася сред народа и е първия фактор за спадането на неговата популярност. Всеобщо е усещането, че войната е била напразна или в полза на пруския крал. В момента на най-тежко унижение на Австрия Франция не се възползва да го утвърди чрез официални текстове.
Испания не само възстановява част от влиянието си на Апенинския полуостров и удовлетворява амбициите на кралицата Изабела Фарнезе, но и показва боеспособност, каквато е била немислима половин век по-рано. Великобритания не постига нищо смислено освен да разочарова стария си съюзник Австрия и така да я подготви да се обърне към Франция. Неудовлетворението на всички тези държави от мира ще се развие в следващите години по неочакван начин. В следващата война осем години по-късно Австрия вече ще е в съюз с Франция и Русия срещу Прусия и Великобритания.